# Lorenzo Lorenzini

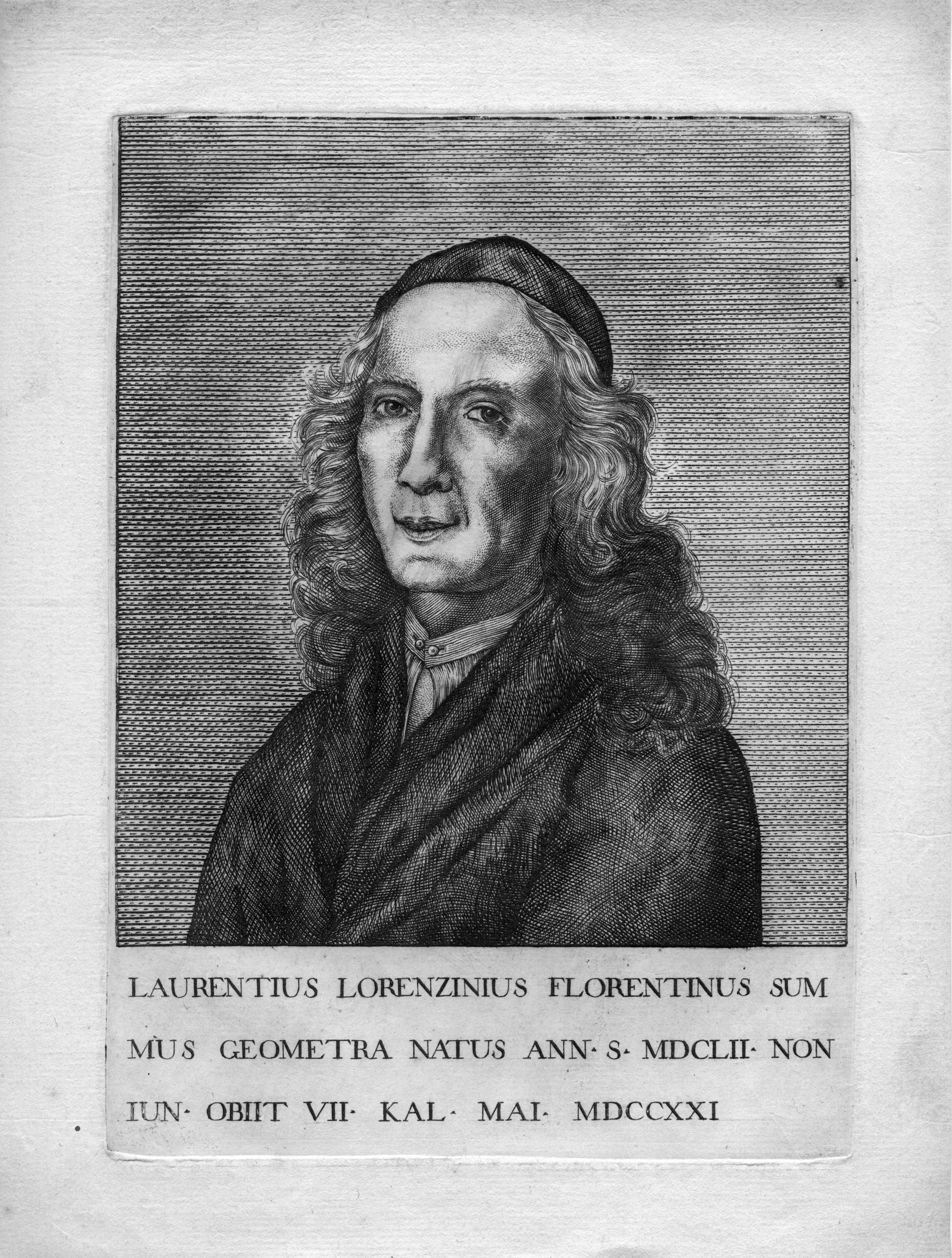
Lorenzo Lorenzini

Lorenzo Lorenzini (* 27. Oktober 1650 in Florenz; † 6. April 1721 ebenda) war ein italienischer Mathematiker.

## Leben
1650 in Florenz geboren, erhielt er in seiner Jugend Unterricht in Geometrie und Mathematik bei Vincenzo Viviani. Er war am Hof von Cosimo III., Großherzog der Toskana, angestellt, als Meinungsverschiedenheiten zwischen diesem Prinzen und seiner Frau, Marguerite Louise d’Orléans, die Großherzogin dazu veranlassten, sich nach Frankreich zurückzuziehen. Kronprinz Ferdinand unterhielt jedoch über Lorenzini einen lange Zeit geheimen Briefwechsel mit seiner Mutter, der schließlich aufgedeckt wurde. Von Cosimo III. verärgert, wurde der unglückliche Vertraute 1681 in der Festung von Volterra inhaftiert. Um eine Beschäftigung zu haben, bat er um Bücher über Mathematik, die ihm der Direktor des Gefängnisses aber nicht gab, weil er sie für Zauberbücher hielt. So reduziert auf seine eigenen Betrachtungen und die Erinnerung an seine ersten Studien, versäumte Lorenzini es nicht, über die Kegelschnitte ein Werk in zwölf Büchern zu verfassen, das ihn elf Jahre Arbeit kostete und das nach dem Urteil des berühmten Christian Wolff (De præcipuis script. mathem.) und Acta Eruditorum, Ann. 1723, dem überlegen ist, was Apollonios von Perge und Viviani (Lorenzinis Lehrer) zum gleichen Thema geschrieben hatten. 
Nach zwanzig Jahren Gefangenschaft freigelassen, stellte Lorenzini fest, dass sich in der Mathematik alles verändert hatte. Die Wissenschaft war während dieser langen Zeitspanne vorangeschritten; die Methoden, die Sprache selbst, alles war neu, und die wissenschaftlichen Schriften, die von Gottfried Wilhelm Leibniz, Isaac Newton und den Bernoulli veröffentlicht wurden, machten seine ein wenig antiquiert; er gab es daher auf, sie drucken zu lassen, widmete sich aber dennoch in den zwanzig Jahren, die er noch lebte, mit vollem Einsatz seinen Studien. Er starb 1721 in Florenz.

## Werke

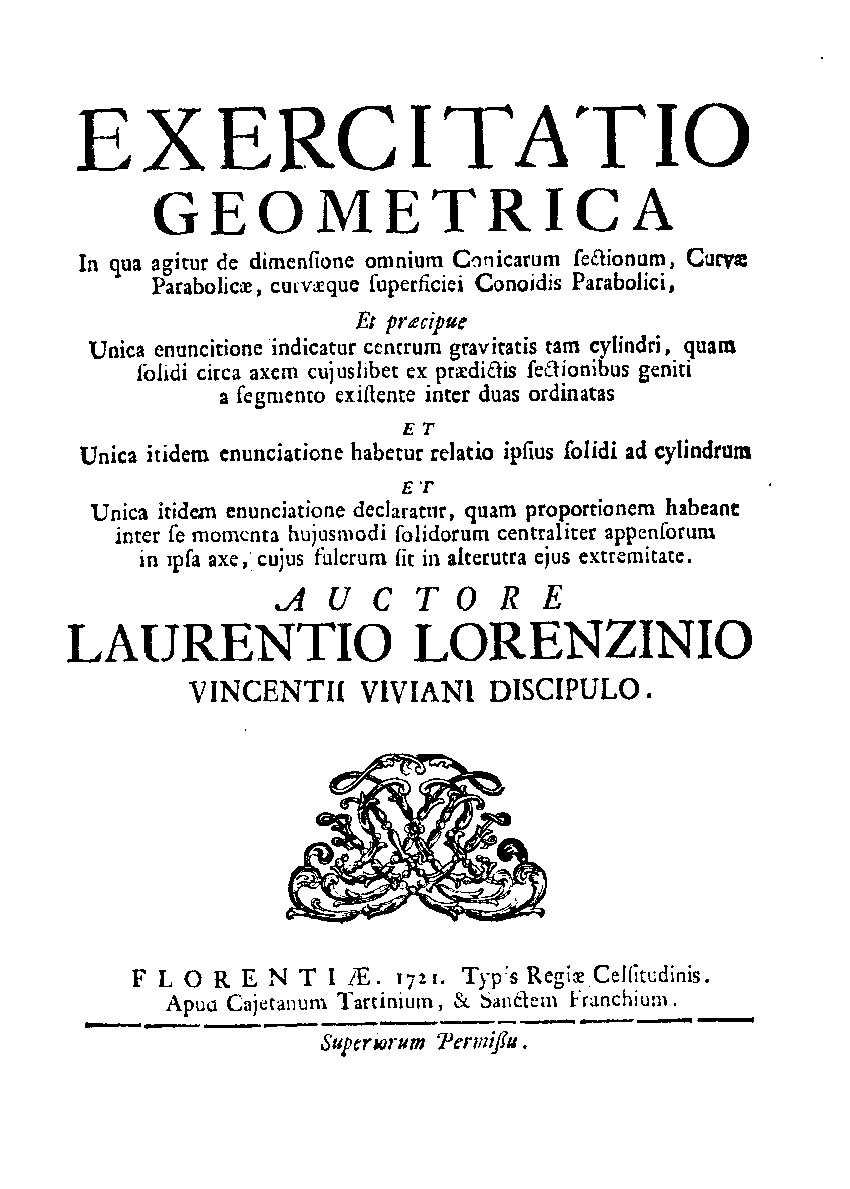
Exercitatio geometrica, 1721

- Exercitatio geometrica, in qua agitur de dimensione omnium conicarum sectionum, curvæ parabolicæ, etc. Florenz 1721 (google.it).